# Ivory Joe Hunter
Pour les articles homonymes, voir Hunter.
Ivory Joe Hunter (10 octobre 1914 - 8 novembre 1974) était un chanteur, compositeur et pianiste américain de rhythm and blues, principalement connu pour son succès Since I Met You, Baby sorti en 1956. Surnommé « Le Baron du Boogie » (The Baron of the Boogie en anglais), il est aussi connu sous le pseudonyme « Le plus heureux des hommes vivants » (The Happiest Man Alive). On le confond parfois avec le compositeur et producteur de chez Motown Ivy Jo Hunter (en).
Né à Kirbyville au Texas, il fut baptisé sous le nom de Ivory Joe. Développant un intérêt précoce pour la musique alors que son père Dave Hunter jouait de la guitare et que sa mère chantait le Gospel, il savait très bien jouer du piano à l'âge de 13 ans. Adolescent, Hunter enregistra son premier disque pour Alan Lomax et la Bibliothèque du Congrès

## Radio et enregistrements
Au début des années 1940, Hunter a sa propre émission sur la radio KFDM à Beaumont dans le Texas où il devint directeur des programmes en 1942. À la suite de ceci, il déménagea à Los Angeles, rejoignant le groupe Johnny Moore's Three Blazers au milieu des années 1940. Quand il écrivit et enregistra sa première chanson, Blues at Sunrise, avec les Three Blazers sur son propre label, Ivory Records, ce dernier devient un succès régional.
À la fin des années 1940, Hunter fonda le label Pacific Records et en 1947, il enregistra pour le label Four Star Records et King Records. Deux ans après, il enregistra son premier titre de rhythm and blues. Sur les titres "I Quit My Pretty Mama" and "Guess Who", il fut entouré du groupe de Duke Ellington.
Après avoir chanté pour le label MGM Records, il enregistra I Almost Lost My Mind, qui atteint le haut des classements rhythm and blues et qui sera reprise plus tard par Pat Boone. Il enregistra aussi I Need You qui atteint la seconde place des classements la même année. Grâce à ses succès, Hunter devint une star du rhythm and blues et commença à être très apprécié à travers le pays. En avril 1951, il fit ses premiers pas à la télévision en interprétant You Asked For It.
En 1954, il a enregistré plus d'une centaine de chansons et signa sur le label Atlantic Records. Sa première chanson pour ce label à être alors classée dans les charts fut Since I Met You Baby en 1956.
Alors qu'il visitait Memphis au printemps de l'année 1957, Hunter fut invité par Elvis Presley à visiter  Graceland. Les deux artistes passèrent deux jours ensemble, chantant I Almost Lost My Mind et d'autres chansons en duo. Hunter commenta ainsi ce moment : Il me reçut avec grande courtoisie et je pense qu'il est l'un des meilleurs

## Retour à la musique Country
Empty Arms et Yes, I Want You, deux chansons de Hunter, rentrèrent rapidement dans le haut des classements pop mais ce dernier ne reçu qu'un accueil mitigé avec sa chanson City Lights en 1959. À la suite de ceci, sa popularité déclina. Hunter revint sur le devant de la scène en tant que chanteur Country à la fin des années 1960, faisant de fréquentes apparitions au Grand Ole Opry et enregistrant un album titré I've Always Been Country. 
Durant les années 1950, les chanteurs blancs reprenaient les meilleurs succès du rhythm and blues. En 1956, Pat Boone enregistra une reprise de I Almost Lost My Mind qui devint un grand succès cette année-là. Le chanteur de Country Sonny James sortit une nouvelle reprise de Since I Met You, Baby, qui atteignit le haut des charts en 1969, offrant la voie royale au nouvel album de Hunter intitulé The Return of Ivory Joe Hunter qui en profita pour participer au Festival de Jazz de Monterey.
Hunter fut un compositeur prolifique, et certains estiment qu'il aurait écrit plus de 7000 chansons. Parmi ces chansons, deux d'entre elles permirent à Elvis Preslay d'atteindre le top 20 : My Wish Came True et Ain't That Loving You, Baby.
En 1974, Hunter mourut d'un cancer du poumon à Memphis. Il fut incinéré à Kirbyville

## Sources
- J.C. Marion. JammUpp 23: "Let Me Dream: Ivory Joe Hunter"
- Phil Davies. "Born to Be with You: Ivory Joe Hunter"
- Tom Simon. "Ivory Joe Hunter"